# (33380) 1999 CC33
1999 CC33 (asteroide 33380) é um asteroide da cintura principal. Possui uma excentricidade de 0.12933840 e uma inclinação de 3.75241º.
Este asteroide foi descoberto no dia 10 de fevereiro de 1999 por LINEAR em Socorro.